# Barranc de Guiniguada
 Guiniguada  és un barranc al vessant nord-oest de l'illa de Gran Canària (Canàries, Espanya). Neix al centre de l'illa a uns 1850 metres i es desenvolupa cap a la capital Gran Canària. En el seu recorregut de tan sols 22 quilòmetres es troba (en ordre descendent) amb les municipis de Vega de San Mateo, Santa Brígida i Las Palmas de Gran Canaria, en els quals forma diverses valls on abunden els conreus i petits masos. La conca del Guiniguada acull a una població que ronda les 380.000 persones, suposant aproximadament el 50% de la població total de l'illa. Es creu que el barranc Guiniguada marcava la línia de separació entre els dos guanartemats (Agáldar i Telde) que existien a Gran Canària just abans de la conquesta castellana. Passés així o no, el cert és que va ser en la seva desembocadura on l'expedició comandada per Juan Rejón va fundar el Real de Las Palmas i on poc temps després tindria lloc la batalla de la Guiniguada, que proporcionaria als castellans el control de la cantonada nord-est de l'illa.